# ثالة ثيلاوين
ثالة ثيلاوين أو ينبوع النساء أو عين أوذرار هو ينبوع يقع في أعالي بني عمران في ولاية بومرداس الجزائرية.

## الينبوع
تُعتبر «ثالة ثيلاوين» من أهم الينابيع في منطقة العرش الأمازيغي المسمى آيث عيشة شرق جبال الخشنة ضمن الأطلس التلي.
وتتميز مياه الينبوع بكونها صحية وغنية بالأملاح المعدنية مما جعلها تكون قبلة سكان آيث عيشة منذ قرون قصد الشرب والاغتسال والاستشفاء.
وقد تم تخصيص أوقات محددة للنساء من القرى المجاورة قصد القدوم إلى الينبوع لملأ الجرار وغسل الحوائج والتبادل الثقافي وفض المنازعات العائلية المختلفة واختيار الزوجات الشابات للأبناء، وفق نظام أخلاقي متين تحت حراسة الرجال العيشاويين المؤتمنين.

## الموقع
يتوسط هذا الينبوع قرى الصومعة، قدارة، العزلة، آيث خليفة، آيث حمادوش، آيث علي، وجناح.
ويقع هذا النبع المائي في ملتقى بلديات الثنية، سوق الحد، وبني عمران ضمن دائرة الثنية.

## مغارات سوق الحد
بما أن استغلال منجم الحديد في مغارات سوق الحد قبل استقلال الجزائر كان يجاور هذا الينبوع، فقد أطلق عليه الفرنسيون والعمال المتواجدون في الموقع تسمية «عين أوذرار» أو «عين الجبل» (بالفرنسية: Aïn Oudrer)‏.